# Agapanthus praecox
Agapanthus praecox tức Nhĩ huệ hay huệ sông Nin là một loài thực vật có hoa trong họ Amaryllidaceae. Loài này được Willd. mô tả khoa học đầu tiên năm 1809.

## Hình ảnh

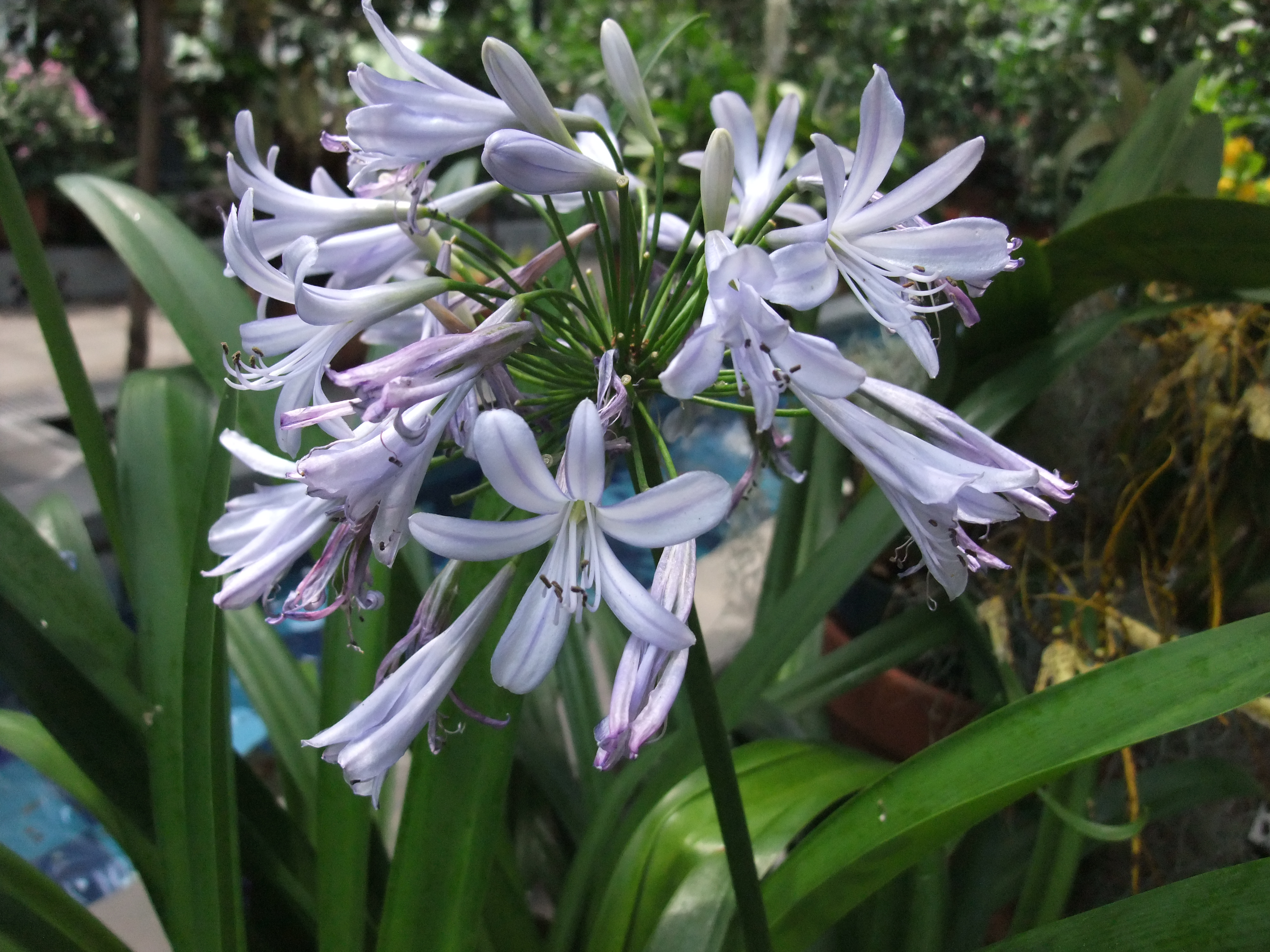
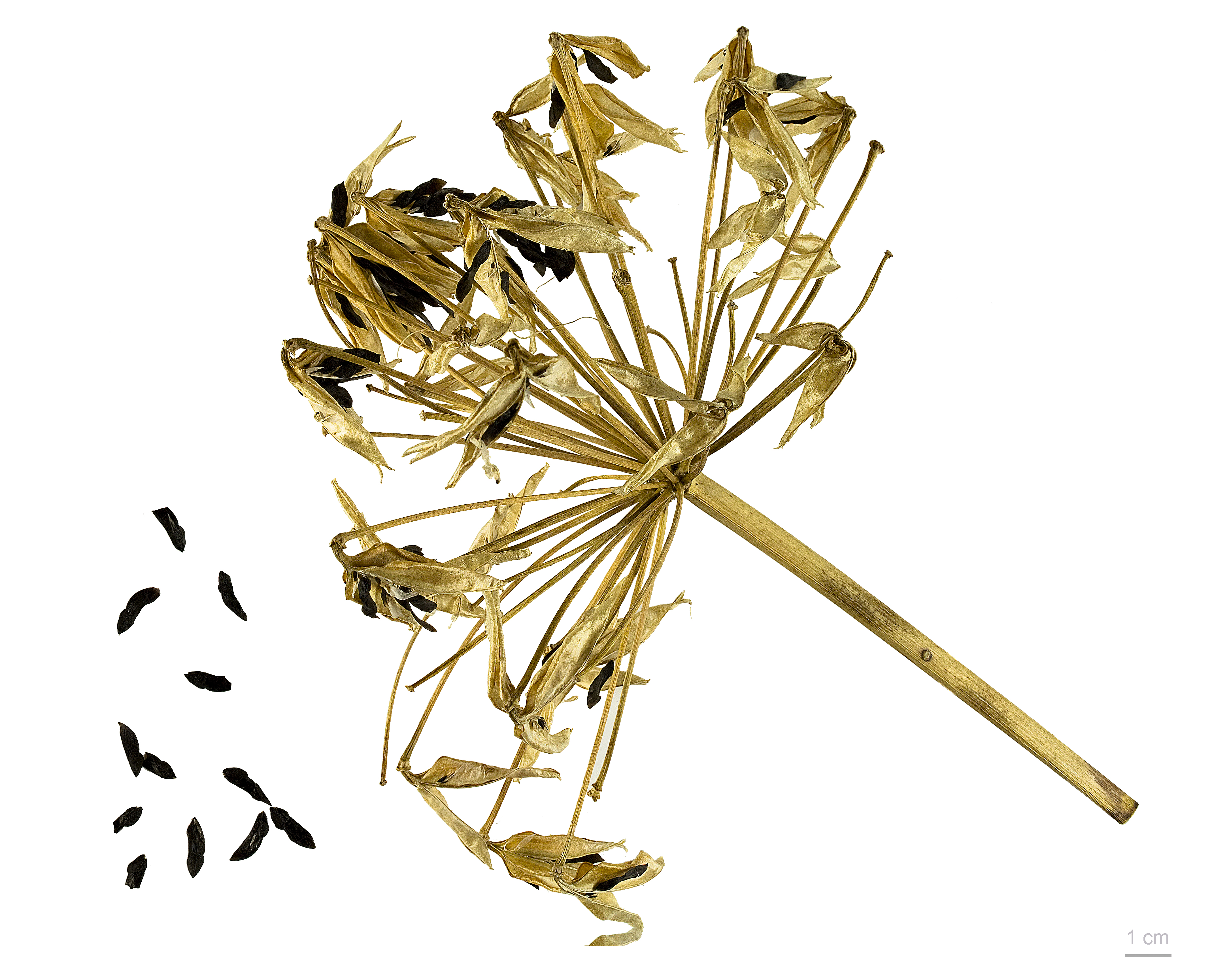
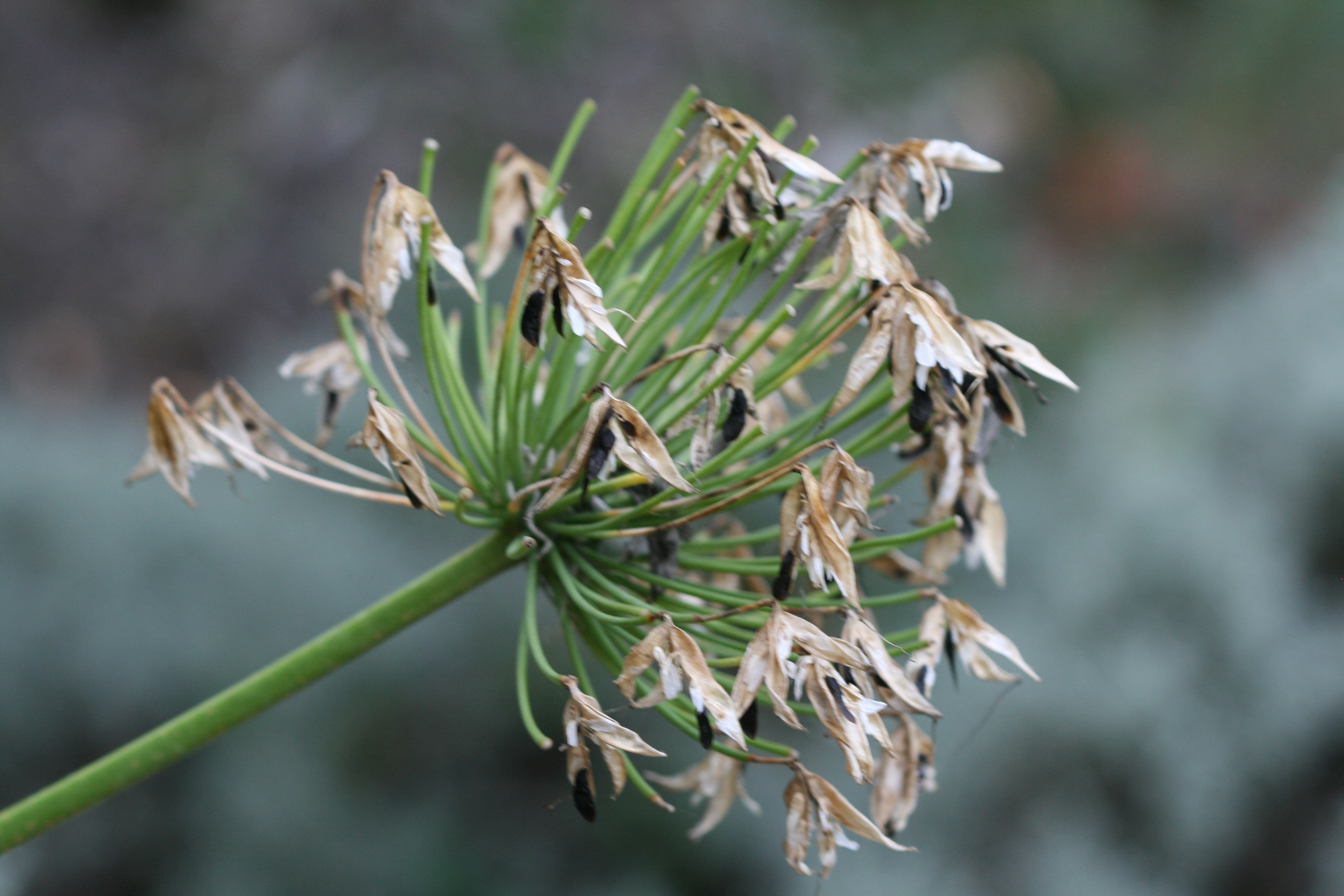
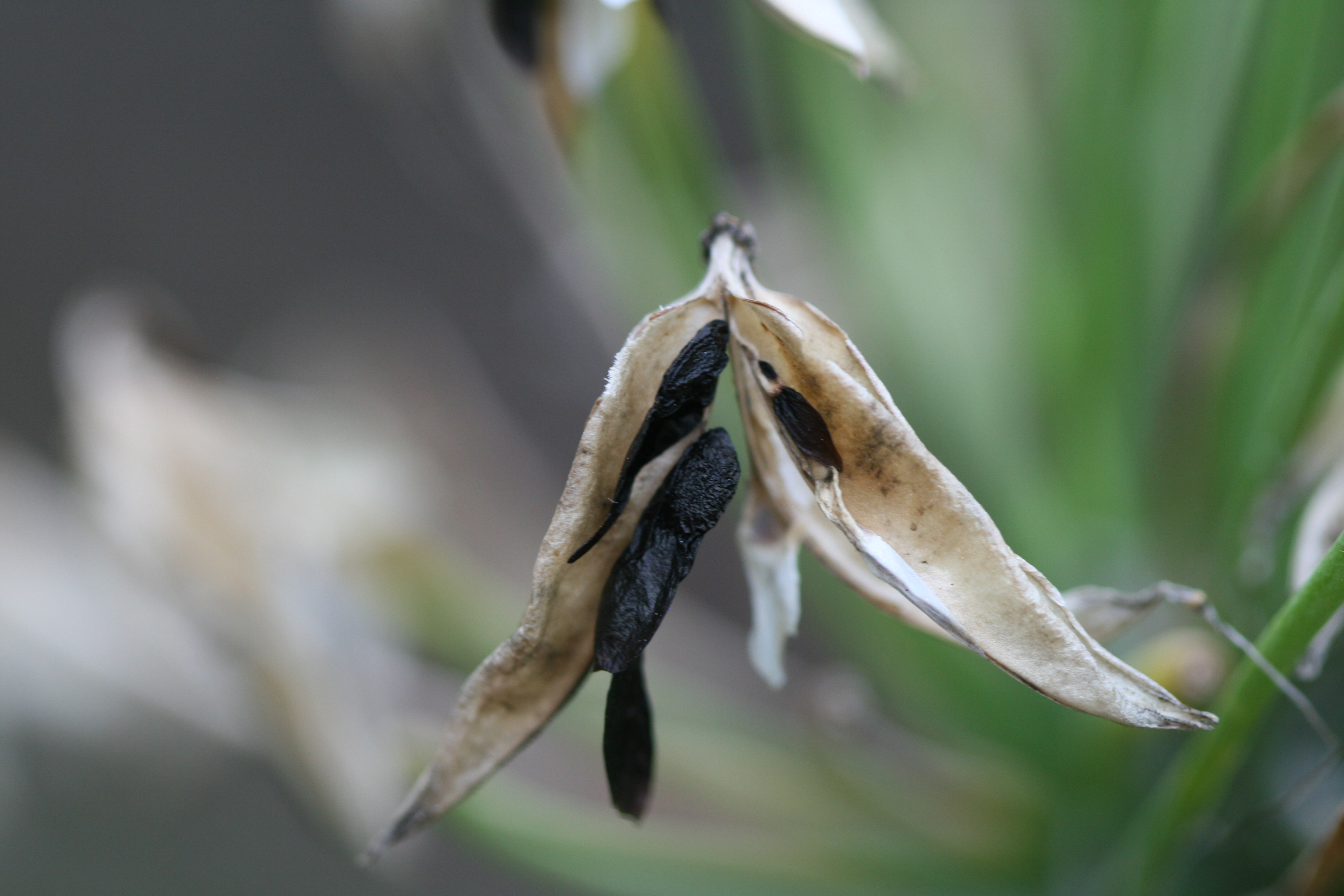